# Tetramitia
Tetramitia – takson eukariotów należący do supergrupy excavata.
Osobniki występujące w formie wiciowca posiadają zwykle do 4 wici lub po 2 na kinetyd, występują 2 kinetosomy ułożone pararelnie

## Systematyka
Według Adla należą tutaj:
- Acrasis
- Heteramoeba Droop, 1962
- Naegleria (Alexieff, 1912) Calkins, 1913
- Percolomonas
- Pocheina
- Psalteriomonas
- Stephanopogon
- Tetramitus Perty, 1852
- Vahlkampfia Chatton i Lalung-Bonnaire, 1912